# Dubniki (sielsowiet Michaliszki)
Dubniki (biał. Дубнікі, Dubniki; ros. Дубники, Dubniki) – chutor na Białorusi, w obwodzie grodzieńskim, w rejonie ostrowieckim, w sielsowiecie Michaliszki, przy drodze republikańskiej R95.

## Warunki naturalne
Chutor położony jest nad jeziorem Świr, przy granicy Naroczańskiego Parku Narodowego.

## Historia
W XIX i w początkach XX w. położone były w Rosji, w guberni wileńskiej, w powiecie zawilejskim/święciańskim, w gminie Świr. Po I wojnie światowej pod administracją polską, w Zarządzie Cywilnym Ziem Wschodnich. W latach 1920–1922 w składzie Litwy Środkowej.
Od 11 kwietnia 1922 leżały w Polsce, w województwie wileńskim, w powiecie święciańskim, w gminie Świr.
Po II wojnie światowej w granicach Związku Sowieckiego. Od 1991 w niepodległej Białorusi.